# Håkon Grjotgardsson
Håkon Grjotgardsson (nòrdic antic: Hákon Grjótgarðsson) (838–900), era també conegut com a Håkon el Ric (Hákon jarl hinn riki) era el fill i hereu del jarl de Lade Grjotgard Herlaugsson. Håkon va governar el regne noruec de Trøndelag, el comtat de Lade a la part oriental de Trondheim, Noruega, al succeir son pare. La seua filla Åsa, es va casar amb Harald I de Noruega i va ser mare de Guttorm Haraldsson. Håkon també va ser pare de Grjotgard i del jarl Sigurd Håkonsson, i avi de Haakon Sigurdsson.
Håkon va instal·lar la seua residència reial a Ørlandet, Ørland a la desembocadura del Trondheimsfjord. L'extensió real dels seus dominis no se sap amb certesa.
Håkon buscava estendre els seus dominis al sur mentre el rei Harald avançava per les muntanyes de Noruega oriental amb la intenció de subjugar Trøndelag. No sense algun enfrontament armat, clar. Håkon i Harald acordaren una unió de forces conjuntes i a canvi Håkon va ser nomenat jarl de Sunnfjord i Nordfjord.
Després de la conquista de Møre i Fjordane, el govern dels nous territoris va ser assignat a Rognvald Eysteinsson i Hákon Grjótgarðsson. Hákon i Atli el Prim aviat entrarien en conflicte per Sogn i lluitaren en una batalla de Fjaler, a la badia de Stafaness, on Hákon morí. Atli va ser malferit a la batalla i fou portat a una illa propera, on també hi va morir.